# Sankofa (periódico)
A revista Sankofa é uma publicação editada pela Faculdade de Filosofia, Letras e Ciências Humanas da Universidade de São Paulo. Tem como missão publicar textos inéditos nas áreas de História da África, Diáspora, Cultura Política e Colonialidade.
A revista Sakofa foi criada em 2008 e já publicou artigos de autores do Brasil e de outros países.
Em 2015 o artigo "Aspectos histórico-econômicos das relações étnico-raciais no Brasil: um método para a formação de educadores para Educação das Relações Étnico-Raciais na cidade de São Paulo", de autoria de Eduardo Januário apresentou os resultados de uma pesquisa que evidencia que a análise histórico-econômica ajuda a formar educadores de relações étnico-raciais.